# Manuel Gomes da Silva Belfort
Manuel Gomes da Silva Belfort, o barão de Coroatá (São Luís, 19 de junho de 1788 — São Luís, 20 de abril de 1860) foi um fidalgo e político brasileiro.
Filho do capitão Filipe Marques da Silva (fal. em 1801), cavaleiro fidalgo da Casa Imperial, e de Inácia Maria Freire. Pelo lado materno, era primo-irmão de Antônio de Sales Nunes Belfort, que também governou o Maranhão. Era irmão do brigadeiro Sebastião Gomes da Silva Belfort.
Casou com D. Joana Ubaldo Belfort e teve três filhas. Casou pela segunda vez com D. Luísa Cândida de Burgos, filha do barão de Itapicuru-Mirim, o tenente-coronel José Félix Pereira de Burgos, e de D. Ana Teresa Belfort. Sua segunda esposa faleceu a 2 de novembro de 1845. Casou-se pela terceira vez com D. Maria Benedita Pereira de Burgos, irmã da anterior, falecida em 1866.
Foi presidente da provícia do Maranhão, em 1857.
Por decreto de 2 de dezembro de 1854 foi nomeado barão de Coroatá.